# FK Homel
Der FK Homel (belarussisch ФК Гомель, FK Homel; russisch ФК Гомель/FK Gomel; oft auch FC Gomel) ist ein belarussischer Fußballverein, der in Homel, der zweitgrößten Stadt des Landes an der Grenze zur Ukraine, beheimatet ist.
Seit der Unabhängigkeit von Belarus ist der FK Homel nahezu immer in der ersten Liga des Landes vertreten. Lediglich von 1996 bis 1998 sowie 2010, 2016 und 2020 spielte der Verein auch zweitklassig. Der Verein wurde 2003 belarussischer Meister und gewann dreimal den belarussischen Pokal sowie 2012 den belarussischen Supercup.

## Geschichte
Der Verein wurde 1959 als Lokomotive Homel gegründet. 1964 erfolgte die Umbenennung in Spartak, ein Jahr darauf in Homselmasch. Den heutigen Namen erhielt der FK Homel im Jahr 1995.
Nachdem Belarus seine Unabhängigkeit erlangt hatte, gehörte Homel 1992 zu den Gründungsmitgliedern der Wyschejschaja Liha, der höchsten Fußball-Liga des Landes. Zunächst platzierte sich die Mannschaft lediglich in der unteren Hälfte der Tabelle, 1995 stieg sie in die 2. Liga ab. Der Wiederaufstieg gelang 1998, die anschließende Saison wurde auf dem dritten Platz abgeschlossen. Bei seinem ersten internationalen Auftritt schied der Verein allerdings in der Qualifikation zum UEFA-Pokal gegen den AIK Solna aus.
2002 gewann der FK Homel im Finale gegen BATE Baryssau erstmals den belarussischen Pokal. Als Pokalsieger nahm der Verein erneut an der Qualifikation zum UEFA-Pokal teil, die in zwei Spielen gegen HJK Helsinki überstanden wurde. In der ersten Vorrunde des Wettbewerbs traf Homel auf den FC Schalke 04 und schied nach einem 1:4 im Hinspiel (das in Minsk ausgetragen wurde) und einem 0:4 in Gelsenkirchen aus.
Im Jahr 2003 feierte der FK Homel mit dem Gewinn der belarussischen Meisterschaft seinen größten Erfolg. Daran konnte die Mannschaft in den Folgejahren allerdings nicht mehr anknüpfen. In der Champions League der Saison 2004/05 scheiterte Homel in der Qualifikation am albanischen Vertreter KF Tirana. 2007 errang Homel hinter dem Team von BATE Baryssau die Vizemeisterschaft. Im UEFA-Pokal der Saison 2008/09 schied das Team allerdings schon in der Qualifikation gegen den polnischen Klub KP Legia Warschau aus.
Nach einem 11. Platz 2008 belegte die Mannschaft in der Ligasaison 2009 den 12. Platz und stieg damit zum zweiten Mal nach 1995 in die zweitklassige Perschaja Liha ab. Dabei wurde der FK Homel Opfer einer Verkleinerung der höchsten Liga von 14 auf 12 Vereine. In der Saison 2010 gelang als souveräner Meister der Perschaja Liha der direkte Wiederaufstieg in die höchste Spielklasse. 2011 konnte der FK Homel zum zweiten Mal den belarussischen Pokal gewinnen. Er musste sich im Finale dem FK Njoman Hrodna stellen und gewann mit 2:0. In der Qualifikation zur UEFA Europa League schied der Verein in der 3. Qualifikationsrunde gegen Bursaspor aus. Über einen dritten Platz in der Liga konnte man sich auch für die nächste Ausgabe der Europa-League-Qualifikation anmelden. Diesmal startete der Verein in der ersten Runde, konnte aber erneut bis in die dritte Runde vorstoßen. Dort unterlag man aber dem FC Liverpool.
2012 konnte der belarussische Supercup mit einem 2:0 gegen BATE Baryssau gewonnen werden. Später wurde in der Liga Platz 4 erreicht. Da der amtierende Pokalsieger Naftan Nawapolazk allerdings nicht unter den besten drei der Liga landete, reichte Homel die Platzierung nicht aus, um am Europapokal teilzunehmen. 2013 und 2014 erreichte man als Viertplatzierter jeweils das neu gegründete Meisterschafts-Play-off, rutschte dort aber in beiden Fällen auf Platz 6 zurück. Zwischenzeitlich konnte der FK Homel das Pokalfinale zum dritten Mal erreichen, verlor dieses jedoch mit 0:1 gegen FK Schachzjor Salihorsk.
2015 folgte als Letztplatzierter der erneute Abstieg in die Perschaja Liha. Der Verein schaffte als Zweitligameister den direkten Wiederaufstieg und nahm in der gesamten Saison nur eine Niederlage gegen den FK Lutsch Minsk in Kauf. Der FK Homel hatte aber Probleme damit, sich in der höchsten Liga zu halten und stieg nur drei Jahre später wieder auf. Aber auch 2020 schaffte der Verein den direkten Wiederaufstieg, diesmal wenn auch nur als Zweiter. Seither hält er sich aber konstant in der oberen Tabellenhälfte auf. So wurde 2021 ein starker vierter Platz erreicht, der auch zur Teilnahme an der Qualifikation zur UEFA Europa Conference League der Saison 2022/23 berechtigt hatte.
2022 konnte der FK Homel zum dritten Mal den belarussischen Pokal gewinnen. Dabei besiegte man im Finale BATE Baryssau trotz Rückstand mit 2:1. Der Pokalsieg berechtigte den Verein, in der Qualifikation zur Europa Conference League eine Runde zu überspringen. Er stieg somit in die zweite Runde ein, wo er jedoch deutlich gegen Aris Thessaloniki verlor. Wie schon elf Jahre zuvor nahm Homel auch 2023 am Supercup teil, verlor diesmal aber knapp gegen Schachtjor Salihorsk.

## Trainer
- Pawel Baranow (1959)
- Gleb Rjabikow (1960–1961)
- Wadim Radsischewskij (1962–Juli 1963)
- Sergej Korschunow (ab Juli 1963)
- Wasilij Jermilow (1964–1965)
- Alexander Sagrezkij (1966)
- Wladimir Eremeew (1967–1968)
- Wiktor Korotkewitsch (1969–1970, 1975–Juli 1977, 1985–Juli 1987, 1993–1994)
- Leonard Adamow (1971–1972)
- Leonid Jerochowez (bis Juli 1973)
- Jewgenij Glembozkij (Juli 1973–1974)
- Alexander Tschirimisin (Juli 1977–1980)
- Kasimir Schimanskij (1981–1983, 1991)
- Nikolaj Kiseljow (1984)
- Walerij Janotschkin (Juli 1987–1988, 1998–Mai 1999, Mai 2001–September 2001)
- Jurij Golowej (bis Juli 1988)
- Alexander Prjaschnikow (ab Juli 1988–1990)
- Wladimir Astratenko (1992–1993)
- Nikolaj Gorjunow (1994–1996, September 2005–Juli 2006)
- Jurij Grunow (1997)
- Wjatscheslaw Akschaew (Mai 1999–August 2000)
- Alexander Kusnezow (August 2000–Mai 2001, Juli 2004–September 2005)
- Sergej Podpalyj (Sept. 2001–Juni 2004)
- Wiktor Papaew (Juli 2006–November 2006)
- Anatolij Jurewich (Jänner 2007–August 2008)
- Andrej Jusipets (August 2008–Dezember 2009)
- Oleg Kubarew (Dezember 2009–Dezember 2012)
- Aleksej Merkulow (Dezember 2012–Mai 2014, Mai 2018–September 2019)
- Wladimir Golmak (Mai 2014–Dezember 2015)
- Wladimir Schurawel (Jänner 2016–Dezember 2016)
- Wjacheslaw Geraschenko (Dezember 2016–Mai 2018)
- Aleksandr Kulchij (September 2019–Dezember 2019)
- Iwan Bionchik (Dezember 2019–Dezember 2021)
- Wladimir Newinski (Jänner 2022–Juli 2023)
- Andrej Gorotsow (seit Juli 2023)

## Spieler
- Gawriil Katschalin (193?–1935)
- Georgi Jarzew (1973–1974)
- Sergei Gorlukowitsch (1981–1984)

## Erfolge
- Belarussische Meisterschaft:
  - Meister (1): 2003
  - Vizemeister (1): 2007
  - 3. Platz (2): 1999, 2011

- Belarussischer Pokal:
  - Sieger (3): 2002, 2011, 2022
  - Finalist (1): 2004

- Belarussischer Supercup:
  - Sieger (1): 2012
  - Finalist (1): 2023

## Europapokalbilanz
| Saison  | Wettbewerb                    | Runde                  | Gegner            | Gesamt | Hin     | Rück    |
| ------- | ----------------------------- | ---------------------- | ----------------- | ------ | ------- | ------- |
| 2000/01 | UEFA-Pokal                    | Qualifikation          | AIK Solna         | 0:3    | 0:1 (A) | 0:2 (H) |
| 2002/03 | UEFA-Pokal                    | Qualifikation          | HJK Helsinki      | 5:0    | 1:0 (H) | 4:0 (A) |
| 2002/03 | UEFA-Pokal                    | 1. Runde               | FC Schalke 04     | 1:8    | 1:4 (H) | 0:4 (A) |
| 2004/05 | UEFA Champions League         | 1. Qualifikationsrunde | KF Tirana         | 1:2    | 0:2 (H) | 1:0 (A) |
| 2008/09 | UEFA-Pokal                    | 1. Qualifikationsrunde | Legia Warschau    | 1:4    | 0:0 (H) | 1:4 (A) |
| 2011/12 | UEFA Europa League            | 3. Qualifikationsrunde | Bursaspor         | 2:5    | 1:2 (A) | 1:3 (H) |
| 2012/13 | UEFA Europa League            | 1. Qualifikationsrunde | Víkingur Gøta     | 10:0   | 6:0 (A) | 4:0 (H) |
| 2012/13 | UEFA Europa League            | 2. Qualifikationsrunde | KF Renova         | 2:1    | 2:0 (A) | 0:1 (H) |
| 2012/13 | UEFA Europa League            | 3. Qualifikationsrunde | FC Liverpool      | 0:4    | 0:1 (H) | 0:3 (A) |
| 2022/23 | UEFA Europa Conference League | 1. Qualifikationsrunde | Aris Thessaloniki | 2:7    | 1:5 (A) | 1:2 (H) |

Legende: (H) – Heimspiel, (A) – Auswärtsspiel, (N) – neutraler Platz, (a) – Auswärtstorregel, (i. E.) – im Elfmeterschießen, (n. V.) – nach Verlängerung